# Bulbophyllum perii
Bulbophyllum perii là một loài phong lan thuộc chi Bulbophyllum.